# Poradnictwo zawodowe
Poradnictwo zawodowe – proces doradzania, w którym doradca zawodowy pomaga klientowi w osiągnięciu lepszego zrozumienia siebie samego w odniesieniu do środowiska pracy, aby umożliwić realny wybór lub zmianę zatrudnienia albo osiągnięcie właściwego przystosowania zawodowego.

## Definicja
Poradnictwo w literaturze przedmiotu nie jest określone jednoznacznie, znalezione definicje można podzielić na trzy grupy:
- poradnictwo w węższym znaczeniu – kładzie się tu nacisk głównie na moment udzielenia pomocy, najczęściej przez porady. Istotna jest tu interakcja doradcy z klientem jako znaczące zdarzenie społeczne (kierunek psychologiczny)
- poradnictwo w szerszym znaczeniu – nie jest na tyle istotny moment udzielenia porad, ale sam fakt ich realizacji, zachowanie klienta. Tak rozumiane poradnictwo ma ścisły związek z wychowaniem, nauczaniem itp. (kierunek pedagogiczny)
- poradnictwo o znaczeniu systemowym – wyeksponowanie w definicjach tego działania jako zjawiska społecznego (kierunek socjologiczny)

## Historia
Inicjatywę zorganizowania poradnictwa zawodowego w Polsce podjął b. Centralny Urząd Szkolenia Zawodowego (CUSZ) w maju 1956 r. W tym samym czasie Komisja Oświaty, Nauki i Kultury Sejmu PRL wezwała władze oświatowe do zorganizowania poradnictwa zawodowego dla młodzieży i rodziców. Komisja Sejmowa wyszła z założeniem, że znaczny odsiew uczniów w szkołach zawodowych spowodowany był m.in. niewłaściwym wyborem zawodu. Na początku 1957 r. poradnictwo zawodowe zostało włączone do systemu oświaty. Powstały pierwsze placówki – poradnie psychologiczno-zawodowe (lub poradnie psychologiczno-pedagogiczne). Po raz pierwszy w historii oświaty w Polsce poradnictwo zawodowe zostało ujęte w przepisy prawne i uzyskało trwałą bazę materialną, gwarantującą systematyczny rozwój. Pierwszy akt prawny dotyczący poradnictwa zawodowego został wydany w 1958 r. w formie zarządzenia Ministra Oświaty. W 1991 roku powstało Stowarzyszenie Doradców Szkolnych i Zawodowych RP (SDSiZ), zrzeszające specjalistów zajmujących się tematyką poradnictwa zawodowego w różnych instytucjach i resortach

## Zakres działania
Poradnictwo obejmuje szeroki zakres działań: proces udzielania porad, dostarczania informacji lub interpretacji wyników testów. Wyróżnia się:
- poradnictwo niedyrektywne – doradca nastawia jedynie „życzliwe ucho”, rozważa myśli, uczucia, opisuje możliwe alternatywne warunki,
- poradnictwo dyrektywne – doradca kieruje rozmową, trudzi się, aby przekonać, namówić klienta na proponowany sposób rozwiązania problemu[1].

Poradnictwo ma na celu udzielenie osobie zwracającej się o taką pomoc, wsparcia w osiągnięciu optymalnego dostosowania społecznego, zawodowego, socjalnego w oparciu o analizę sytuacji, przedstawienie różnorodnych ścieżek postępowania i przejrzenie ich korzyści i wad.

## Formy poradnictwa
- poradnictwo indywidualne – jest formą indywidualnej pomocy klientowi, który znalazł się w trudnej sytuacji, traci w niej orientację i nie potrafi sam poradzić sobie z jej rozwiązaniem. Musi dojść koniecznie do kontaktu doradcy z klientem zgłaszającym się ze swoim problemem, który odbywa się w postaci rozmowy doradczej. Rozmowa taka jest podstawową metodą stosowaną w poradnictwie indywidualnym.
- poradnictwo grupowe – pomoc doradcza świadczona w tej formie ma charakter procesu grupowego, umożliwiającego uczestnikom zbadanie i zdefiniowanie własnego problemu zawodowego, dokonanie adekwatnej oceny siebie oraz nabycia lub rozwoju umiejętności podejmowania decyzji dotyczących planowania własnej kariery zawodowej. Są to oddziaływania grupowe, przebiegające zgodnie z dynamiką grupową, podczas których każda osoba uczestnicząca ma możliwość drogą ćwiczeń, nauczyć się radzić sobie ze swoim problemem i osiągnąć wyznaczony cel.

## Poradnictwo a doradztwo
Niektórzy autorzy używają pojęć „poradnictwo” i „doradztwo” zamiennie, jednak przyjmuje się, że są różnice pomiędzy nimi. W poradnictwie problem „rodzi się” w świadomości klienta, a w doradztwie – w świadomości doradcy. W procesie doradzania eksponuje się rolę doradcy, jego aktywność. W poradnictwie zaś – występują raczej partnerskie relacje, będące konsekwencją dobrowolności korzystania z porad.